# Plaza de abastos de Écija

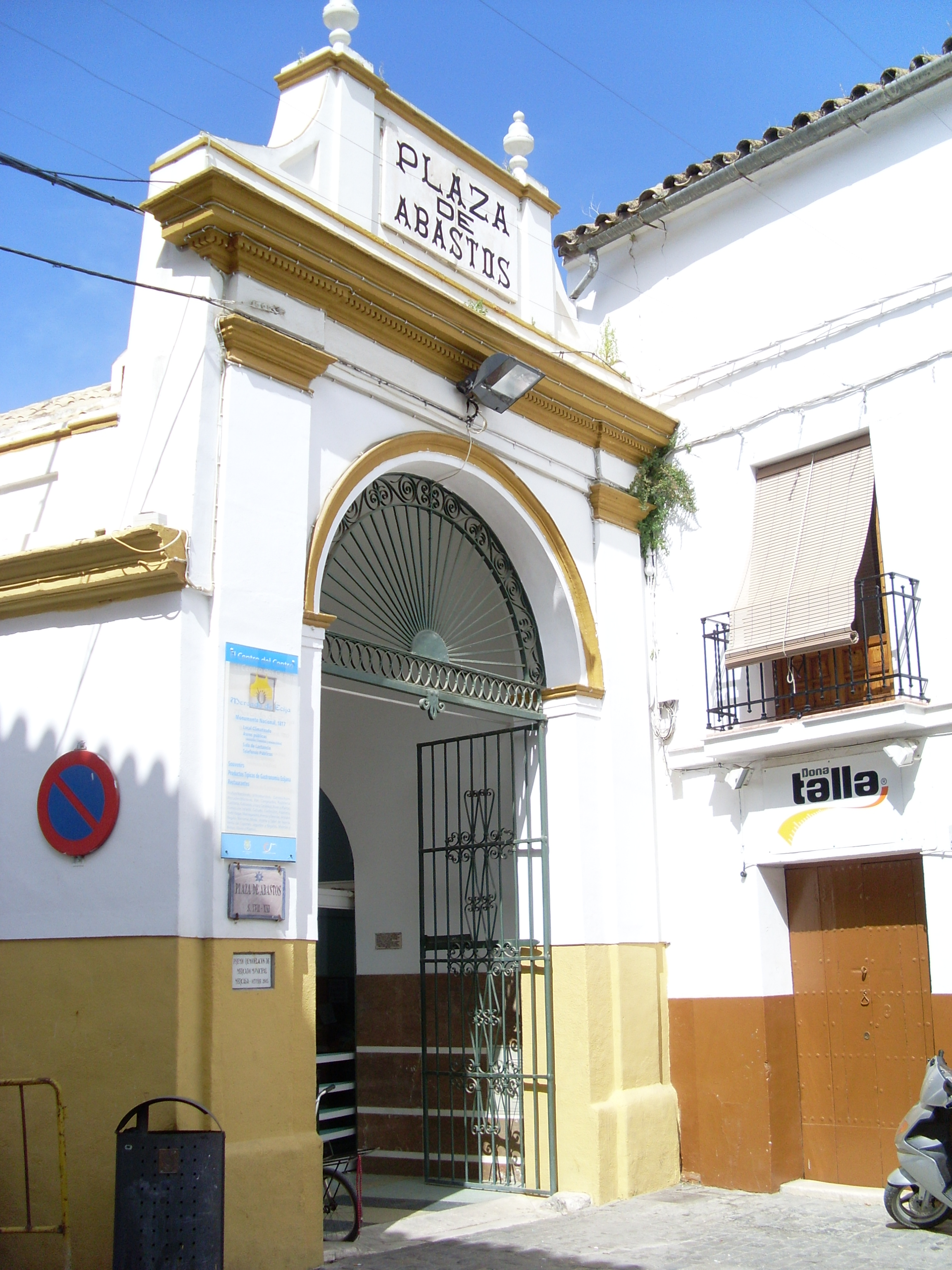
Portada de la plaza de Abastos de Écija

Plaza de abastos de Écija, nacida en 1844 para centralizar el comercio de los abastos de Écija (Sevilla) España, su construcción tuvo lugar en pleno corazón de la ciudad, sobre el solar que ocupara el antiguo convento de la Compañía de Jesús. Promovida por la Sociedad de Fomento, sociedad de carácter civil constituida al efecto, vino a paliar  las  molestias y trastornos que causaba al vecindario de la ciudad la celebración del tradicional mercado diario en la Plaza Mayor.
La construcción se produjo al principio de la etapa isabelina, en un momento de relativa calma política, y fue una de las primeras actuaciones urbanísticas emprendidas en Écija durante el siglo XIX. Su objetivo era crear un ámbito urbano moderno, respetuoso donde el abastecimiento de la población pudiera llevarse a cabo en las mejores condiciones posibles  de comodidad y salubridad; de esta forma quedaba superado y abolido el viejo sistema de mercado ambulante que se remontaba a la época medieval.
Este nuevo modelo de mercado cerrado y controlado posibilitaba a las autoridades municipales  del ejercicio más efectivo de su potestad fiscalizadora, así como  el control de pesas y medidas y la recaudación de tasas e impuestos.

## Antecedentes  a la plaza de Abastos y razón de ser.
La Sociedad de Fomento, nacida en 1843 con la misión exclusiva de construir una plaza de abastos donde acoger con dignidad e higiene el mercado cotidiano que durante siglos había tenido como escenario la Plaza Mayor .
Desde la Edad Media, la Plaza Mayor de Écija  constituía el  mayor solar libre existente en el interior del casco urbano de la ciudad, además de ejercer como prestigioso eje político y económico, era la sede de un ,mercado diario de tipo alimenticio. La localización concreta  de las actividades de comercialización en este lugar facilitaba el cobro de  impuestos, la distribución equitativa de artículos importados y la prevención de fraudes, tanto en materia de pesas y medidas, como en la calidad de los productos.
Durante el siglo XVI en la Plaza Mayor, y gracias al montaje diario de tenderetes y puestos  portátiles vendía pan, frutas, leche, hortalizas y jabón, el vinagre, vino y trigo de importación se vendía en el edificio de la alhóndiga situado en la Plaza Mayor. Muy cercanas  a ésta, en la calle de la Caza se hallaban las pescaderías  y las carnicerías Reales, construidas a finales del citado siglo para centralizar el abasto en la ciudad. Algunas calles eran la sede de otras manufacturas, Cintería, Odrería, Platería Especiería y Albardería.
La intensiva actividad comercial desarrollada cotidianamente en el ámbito de la Plaza debía ofrecer un espectáculo abigarrado, que podía llegar a ser caótico, gran parte del abastecimiento alimenticio  para una población que en 1755, ascendía a 34.000 habitantes se realizaba al aire libre, en una plaza porticada que pese a sus grandes dimensiones, debía compaginar múltiples actividades. Era habitual que ante la inexistencia de alcantarillado, unida al escaso celo de los comerciantes y autoridades por mantener la limpieza y el aseo público, originasen la molesta acumulación de residuos  y basuras en algunos puntos de la Plaza. Ante la celebración de festejos o visitas regias se ordenaba la limpieza de la Plaza de urgencia.
En el siglo XIX, Écija continuaba  con el mismo sistema  de abastecimiento formado a base de puestos y tiendas desmontables, unido  a la ausencia de una red de saneamiento público, no garantizaba unas condiciones mínimas de higiene y salubridad, según una crítica abierta de la época sobre  este sistema se afirma: 
“ …con sus chozos de esterajos  viejos presentaban el aspecto más repugnante… en indecentes  barracas cubiertas de esteras viejas, se expedían las legumbres y frutas que surtían al público, hallándose tendidas por el suelo con el mayor desaseo posible…”

## Constitución de la Sociedad de Fomento de la plaza de Abastos de Écija y construcción de la plaza.
Esta situación se mantuvo  hasta 1843. El día 11 de enero de ese año, un grupo de ecijanos liderado por el marqués del Arenal, constituyeron la Sociedad de Fomento, con el único objetivo de llevar a cabo la construcción de una plaza de mercado. La sociedad, se componía de cien acciones con un valor de 2.000 reales cada una, debía tener una duración de diez años, al término de los  cuales la plaza podría ser vendida al Ayuntamiento de Écija. Estaba regida y administrada por una Junta Directiva compuesta de presidente, tres vocales, secretario contador y tesorero, siendo la principal misión la de la construcción y dirección de obras  de la plaza.
El lugar escogido para construir la plaza de abastos era el recinto ocupado por el antiguo convento, colegio  e iglesia  de San Fulgencio, que perteneció a la Compañía de Jesús, que se quedó en manos del Ayuntamiento tras la expulsión de estos.
En 1841 su iglesia y parte del solar se hallaban arrendados como almacén. En diciembre de 1842  por su lamentable estado se derriba el colegio que perteneció a la Compañía, la sociedad de fomento decidió aprender el derribo iniciándose las tareas rápidamente, finalizándose el derribo el 26 de julio de 1843.
Mientras tanto el  Ayuntamiento se había decidido trasladar el mercado de abastos a un recinto provisional, al solar donde se alzaba el convento de monjas dominicas del Espíritu Santo, que tendría carácter temporal y justificada, ya que se estaba  remodelando la Plaza Mayor para el disfrute de los ecijanos.
El día 30 de julio la Sociedad de fomento presentó al Ayuntamiento una oferta, con vistas a la construcción de la plaza de mercado público. Sus permisas más importantes eran las siguientes:
•	La Sociedad de Fomento se obliga a construir una plaza de material para que sirva de mercado público en el solar de los jesuitas.
•	El Ayuntamiento se compromete a señalar este edificio como el único y exclusivo mercado público  de Écija, debiéndose efectuar en él todo tipo de comercio ambulante, incluido el que hasta entonces se llevaba a cabo en las carnicerías, pescaderías y Mesón de la Romana.
•	El Ayuntamiento fijará mediante el aprecio de peritos, las rentas que habrán de cobrarse a los vendedores por cajón, cuartelada o puesto arrendado.
•	Corresponde al Ayuntamiento dictar y hacer cumplir cuantas reglas de policía y salubridad estime oportuno de garantizar el buen gobierno del mercado. 
El 16  de marzo de 1844, la Sociedad de Fomento acordaba ampliar las obras hasta entonces realizadas, con objeto de que fueran capaces de albergar las carnicerías.La plaza de abastos estaba terminada en agosto de 1844, el día 26 del mismo mes la Sociedad, notificó la feliz noticia y le propuso dictar su reglamento y establecer un arancel de rentas. La plaza de abastos de Écija entró en  servicio el 14 de septiembre de 1844. 
Los precios del alquiler diario eran los siguientes: cajones, 10 reales, puestos de cuarteladas cubiertos, 2 reales; puestos de cuarteladas descubiertos, un real; puestos fuera de cuartelada, un real por vara cuadrada, al principio se detectaron casos de venta ambulante fuera del recinto del mercado, la situación se normalizó rápidamente. Las carnicerías excluidas inicialmente por voluntad del Consistorio- quedaron incorporadas en un suplemento construido en la zona norte de la plaza de abastos.

## Actualidad
Actualmente el edificio de la Plaza de Abastos de la ciudad de Écija pertenece al excelentísimo Ayuntamiento de Écija, el cual tiene cedido el uso a la  asociación de comerciantes de la Plaza  de Abastos. Esta asociación arrienda los cajones a los comerciantes durante un periodo de doce  años  para su uso, también lleva a cabo las revisiones sanitarias en las cámaras frigoríficas que posee el edificio a través de una empresa privada  y la de las aguas comunes para los puestos.
Recientemente el Ayuntamiento es arrendatario de varios puestos dentro de la plaza para su uso como oficinas municipales debido al mal estado del edificio del Ayuntamiento